# Konstantin von Billerbeck

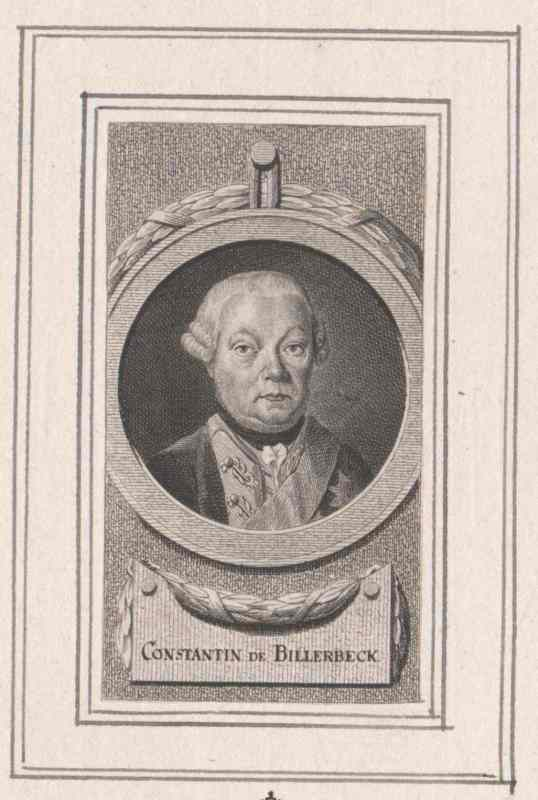
Konstantin von Billerbeck (1713–1785)

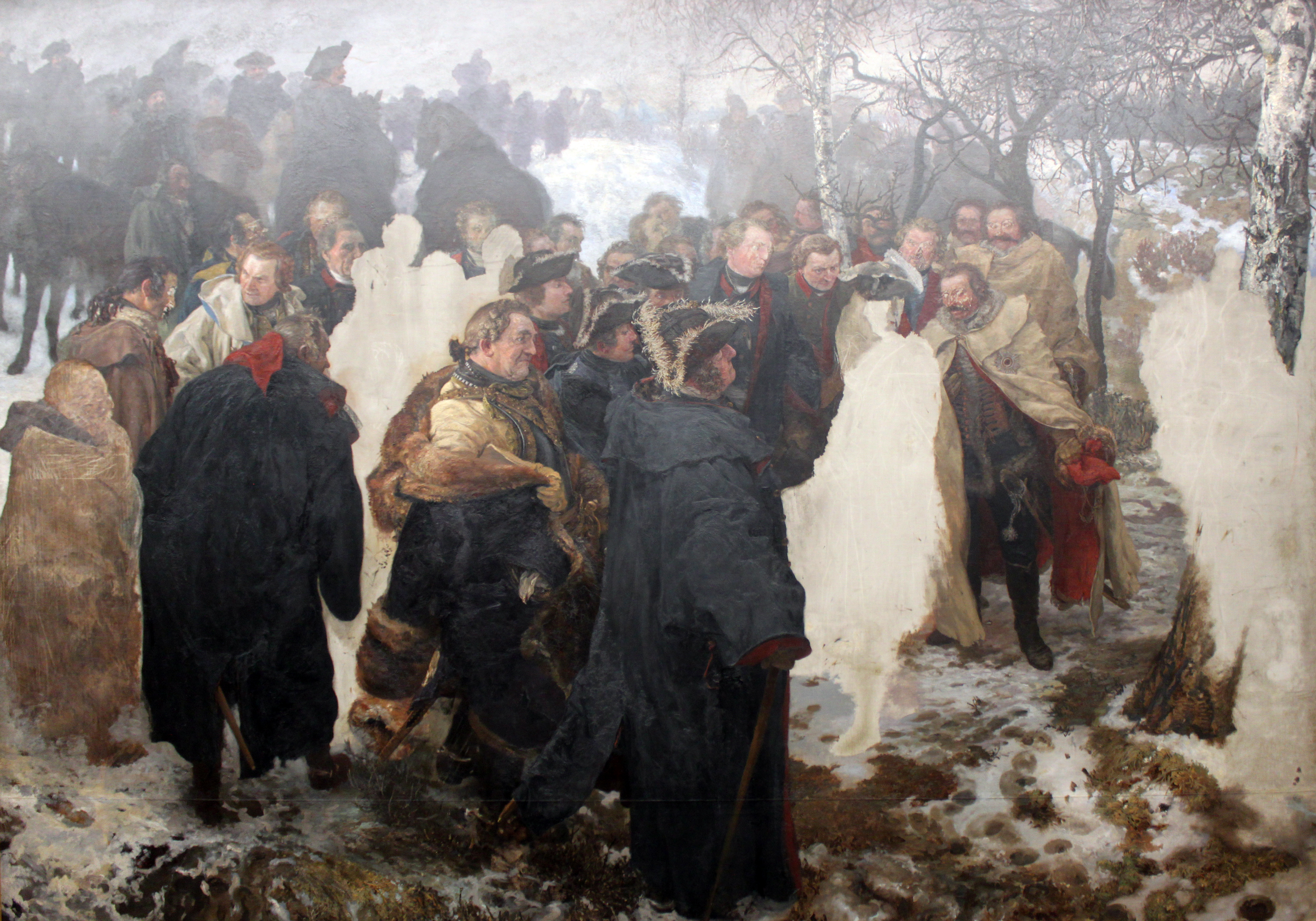
Ansprache Friedrichs des Großen an seine Offiziere vor der Schlacht bei Leuthen, unvollendetes Ölgemälde (1859–61) von Adolph Menzel.
Der König (rechts der Mitte, nur der Hut ausgemalt) blickt zu Billerbeck (in der nicht ausgemalten Gruppe links)

Konstantin von Billerbeck (* 19. November 1713 auf Janikow in Pommern; † 27. November 1785 in Köslin) war ein preußischer Generalleutnant, Chef des Infanterie-Regiments Nr. 17 sowie Ritter des Schwarzen Adlerordens und Träger des Pour le Mérite.

## Leben

### Herkunft
Konstantin war Angehöriger der pommerschen Adelsgeschlechts von Billerbeck. Seine Eltern waren der preußische Kapitän im Regiment „Barfus“ und Erbherr auf Hohenwalde Gottfried von Billerbeck († vor 1759) und Beate Johanne, geborene von Schmeling aus dem Hause Streitz (1690–1759). Major Carl Gottfried von Billerbeck war sein Bruder.

### Werdegang
Billerbeck trat 1727 in das Kadettenkorps in Berlin. Im Regiment Prinz Leopold diente er ab Juli 1731 als Gefreiterkorporal, ab 5. Februar 1735 als Fähnrich und ab 26. Januar 1737 als Seconde-Lieutenant. Seit dem 15. Oktober 1740 im Regiment Prinz Heinrich und am 16. Januar 1742 zum Premier-Lieutenant befördert, kämpfte Billerbeck im Ersten und Zweiten Schlesischen Krieg, wo er im Dezember 1744 an der Belagerung von Prag und an Schlacht bei Hohenfriedberg teilnahm. Im Jahr 1749 stieg er zum Stabshauptmann und 1751 zum Kapitän und Kompaniechef auf.
Im Siebenjährigen Krieg kämpfte Billerbeck, bereits ab Februar 1757 Major, in den Schlachten bei Prag und Kolin, wo er verwundet wurde. Zuvor hatte Billerbeck im Juni 1757 mit 350 Infanteristen und 150 Husaren einen Brotkonvoi geschützt, als dieser bei Nimburg von 6000 Österreichern angegriffen wurde. Dafür dekorierte ihn König Friedrich II. mit dem Pour le Mérite. Im September 1757 übernahm Billerbeck das Kommando über das Regiment Prinz Heinrich. Er führte das Regiment in der Schlacht bei  Leuthen. In den Jahren 1758/59 war er Kommandant von Torgau. In der Schlacht bei Kunersdorf erlitt Billerbeck eine schwere Verwundung. Im April 1762 zum Oberstleutnant befördert, nahm er am Gefecht bei Reichenbach teil. Am 8. Januar 1763 entsprach Friedrich einem Abschiedsgesuch Billerbecks wegen seiner schweren Verwundung und pensionierte ihn.
Unmittelbar nachdem Billerbeck im September 1766 um Wiederanstellung ersucht hatte, ernannte ihn Friedrich zum Kommandeur des Füsilier-Regiments von Zieten. Im Juli 1767 beförderte er ihn zum Oberst, ernannte ihn im Mai 1771 zum Generalmajor und machte ihn im Januar 1772 zum Chef des Infanterie-Regiments von Rosen. Billerbeck führte sein Regiment im Bayerischen Erbfolgekrieg, war danach aber oft krank. Friedrich ernannte ihn am 20. Mai 1784 zum Generalleutnant und verlieh ihm am 3. Juni 1784 den Schwarzen Adlerorden, die höchste Auszeichnung Preußens.
Zur historischen Figur wurde Billerbeck durch einen Zwischenruf, mit dem er die dramatische Ansprache seines Königs am Vorabend der Schlacht von Leuthen unterbrach. Nachdem Friedrich von seinen Offizieren für den kommenden Tag „Blut und Leben“ gefordert hatte, kündigte er an, jedem Offizier, der ihm nun nicht länger folgen wolle, einen „Abschied ohne Vorwurf“ nicht zu verweigern. Daraufhin rief Billerbeck in die Runde: „Das müsste ja ein infamer Hundsfott sein.“ Das Ereignis inspirierte Adolph von Menzel zu seinem größten, aber unvollendet gebliebenen Gemälde Ansprache Friedrichs des Großen an seine Offiziere vor der Schlacht bei Leuthen.

### Familie
Er war mit Katharina Dorothea Charlotte Pöpping verheiratet, mit der er sieben Kinder hatte:
- Karl Konstantin (1749–1820), Rittmeister, Herr auf Carwitz bei Schlawe

⚭ Barbara Maria Morgenroth
⚭ Albertine von Wahlen-Jürgass
- Gottfried Heinrich (1757–1778), Leutnant
- Leopold Ludwig (* 1764; † 25. Juli 1821), Hauptmann, Herr auf Gittelde

⚭ Juliane Sophie von Utteroth  (* 1.  Oktober 1764)
⚭ Marianne Luise Schramm
- Friederike Charlotte Luise (* 15. Juni 1759) ⚭ 1777 Johann Ludwig Albrecht von Schaper (* 24. Januar 1734; † 3. März 1808), preußischer Oberst und Kommandant der Festung Weichselmünde, Eltern von Heinrich Johann von Schaper
- Karoline Agnese (* 1761; † 2. Dezember 1805) ⚭ Adam Joachim Friedrich Wilhelm von Boehm († 1815), Herr auf Grumbkow
- Albertine Beate (* 1762)
- Juliane Wilhelmine (* 1766)